# DENDAMA
DENDAMA（デンダマ）は、AXELL株式会社が販売する通信機能を搭載したけん玉である。
スマートフォン・タブレットのアプリとBluetoothで接続し、様々なゲームを楽しむことができる。
モノをインターネットに接続することができるIoT(Internet of Things)の一つであり、ゲームにおいてリモート対戦することが可能である。

## 概要
素材はプラスチック（ABS樹脂）を主とするが、頑丈で木製けん玉と同等の形状と重さを再現している。
けん側面に電源スイッチとUSBケーブル端子が付いており、充電した上で使用する。
けん玉内部に2種類のセンサーを組み込んでおり、繰り出した技を自動で判別することが可能である。
コイルセンサーが玉の銅製フィルムを検知することで玉の密着を、またジャイロセンサーによりけんの立体的な向きを識別することができる。
3つの皿面にLEDライトが組み込まれており、状況に応じて様々な色に点灯する。
アプリ（iOS･Android対応）を起動してアカウントを登録する必要がある。アプリは日本語/英語 切替可能。
Bluetooth接続により9種類のゲームをプレイすることができる。うち3種類がインターネット接続による通信対戦に対応している。
ゲームの成績によって自身のレベルを表すレーティング(1～18)とクラス（C.CC.B.BB.A.AA.SA)が表示される。これはダーツ（ダーツライブ）と同じ形式を採用している。
特定のゲームの直近10回の成績グラフが記録され、レーティング上位30名はランキング化されアカウント名が公開される。

## スペック

### 現在発売されているバージョン
- DENDAMA Ver2.0 Gummy

第2世代。2018年7月20日発売。
本記事ではこれの仕様と特徴を紹介する。

### 素材
けん：プラスチック(ABS樹脂)
玉：銅製フィルムにラバーコーティング
ひも：ナイロン繊維

### カラー
カラーは、3つのモデルを展開する。
- ラズベリー（ライトレッドのけんに、ライトブルー＆ホワイトの玉）
- マスカット（ライトイエローのけんに、ネイビーブルー＆ホワイトの玉）
- サイダー（ライトブルーのけんに、イエロー＆ホワイトの玉）

いずれも、けんは皿面のみ白（発光により変色）、玉は上半分と下半分で色が分かれる。
ひもは七色にグラデーションがかかっており、一般的なけん玉とは差別化されたデザインになっている。

### サイズ
全長（玉を刺した状態）：175mm
けん：高さ158mm　皿胴幅（小皿←→大皿）：72mm
玉：直径60mm　ガイド（穴最大径）22mm
大皿径：44.5mm　小皿径：41ｍｍ　中皿径：37mm　※中皿ルナホールなし
重量：152g（けん 76g + 玉 76g）

## プレイできるゲーム一覧
現在DENADAMAでは9種類のゲームをプレイすることができる。うち3種類がオンライン対戦可能、1種類がレーティングに反映される。
ゲームは1～2人でプレイ可能であり、2人対戦の際は2つのDENDAMAが必要になる。

### タイム競技D
指定された技5つを成功させるまでのタイムを競うゲーム。
1. 「世界一周」「けん先すべり」「飛行機～はねけん」「灯台とんぼ返り」「月面着陸～さか落とし」を順に成功させる
2. 1人プレイの場合はより短いタイムを出すことが目的となり、2人プレイの場合は先にすべての技を成功させた方の勝利となる

なお技は上記の5種類に固定されているため、中級者以上推奨のゲームと言える。

### Time Attack
制限時間以内に次々に表示される技を成功させるタイムアタックゲーム。
1. レーティング（難易度）を選択する。なお現在の自分と同一のレーティングを選ばないとレート変動の対象にならない。
2. 制限時間は60秒。成功タイムと難易度に応じたポイントが入り、技10種類を成功させれば終了となる
3. 2人プレイの場合は各技につき15秒以内に相手より先に技を成功させることでポイントが入る

なお分からない技が表示された場合、1人プレイの場合に限りタイムアウトして解説動画を見ることができる。またパスすることも可能である。

### Ken Game
自分で指定した技を相手に挑ませる挑戦型ゲーム。
1. コイントスで先攻後攻を決定
2. 30秒以内に挑戦する技を12段階のレベルの中から選択する。また事前にマイデッキを作成でき、その中から選ぶこともできる。
3. 自分のターンにおいて、選んだ技を自分が制限時間内に成功させたのち相手が同じ技に挑む。これを交互に行う。
4. 「自分が成功し、相手が失敗する」と相手のライフが一つ減り、「自分が失敗する」か「自分が成功しても相手にも成功される」と自分のライフが一つ減る
5. 4つのライフが先になくなった方の敗北となる

### Attack or Cure
※オンライン対戦対応
技を成功させて相手のライフゲージを削る格闘型ゲーム。
対戦キャラが3Dグラフィックで制作されており、しばしばDENDAMAのメインゲームとして用いられる。
1. レーティング（ゲームレベル）を選択する。なお現在の自分と同一のレーティングを選ばないとレート変動の対象にならない。
2. コイントスで先攻後攻を決定
3. 「攻撃」か「回復」を選択し、攻撃なら技を成功させると相手のライフが減り、回復なら自分のライフが増える
4. 1ターンにつき3の技がミッションとして出される。パスして次の技を先に行うことも可能。
5. これを合計4ターン行い、最終的にライフの多い方が勝利となる

### Dendama01
※レーティングに反映　※オンライン対戦対応
技を決めることで課題ポイントを減らし、ゼロにするゲーム。
1. トリックレベルを12段階から選択する。各レベルには5～6種類の技が登録されており、選択時に確認することができる。高難度の技ほど大きくポイントを減らすことができる。
2. スタートポイント（減らさなければならないポイント）を「101」「301」「501」「701」の4段階から選択する
3. 3種類の技と減らせるポイントが表示されるので、制限時間内にこれらを成功させる。3種類すべて成功させるとボーナスでさらにポイントが減る。なお3種類成功できなくても次の画面に切り替わる。
4. スタートポイントをゼロにするとスペシャルステージに移動し、指定された技を一発で決めればゲームクリアとなる。

### Countup 6
6つの技を交互に挑み、かかった合計タイムで勝敗を競うゲーム。
1. 難易度を「EASY」「NORMAL」「HARD」の3段階から選択する
2. コイントスで先攻後攻を決定
3. プレイヤーは互いにお題となる技を3つずつ選択する
4. 選ばれた合計6つの技を交互に挑戦する。30秒以内に決められないと失敗となる。
5. かかったトータル時間と相手との差分が表示され、最終的に総合経過時間が短い方の勝利となる

なお50秒の差がつくとノックアウト（コールド勝ち）となる。

### Rush Hour
※オンライン対戦対応
画面にブロックが次々に落ちていく落ちものパズル型ゲーム。
1. 難易度を「VERY HARD」「HARD」「NORMAL」「EASY」の4段階から選択する
2. コイントスで先攻後攻を決定
3. 自陣と敵陣の両方に自然にブロックが落下していき、徐々に積み上がってゆく
4. 技を自由に繰り出し、その難易度に応じた量のブロックを敵陣に送り込むことができる
5. 先にブロックが画面上部まで積み上がり、窒息した方の負けとなる

### 一発チャレンジ
「超基礎技を一発で決められるか」を試す最もシンプルなゲーム。
1. 「大皿」「中皿」「とめけん」の中から挑戦する技を選ぶ
2. 制限時間5秒以内に技を決められれば「成功」、決められなければ「失敗」となる

難易度選択はなく、普段けん玉をやらない人でも遊ぶことができる初心者向けのゲームと言える。

### After Dark
技を決めることでモンスターを倒していくシミュレーションホラー型ゲーム。
1. 難易度を「EASY」「NORMAL」「HARD」「VERY HARD」の4段階から選択する
2. Ⓐモンスターが1体出現するので、表示された技一覧を上から順に決めていく。プレイヤーにはライフゲージがあり、各技制限時間内に決められないとライフが減り、ゼロになるとゲームオーバーとなる。
3. Ⓑモンスターが4体出現するので、各モンスターに表示されている技を成功させて撃退する。制限時間内に殲滅できないとゲームオーバーとなる。
4. ⒶⒷⒶⒷⒶと、合計5ステージを攻略するとゲームクリアとなる。攻略時間と獲得ポイントが表示される。

### ※廃止されたゲーム一覧
- JIN DASH

自分の陣地で相手の陣地を挟むリバーシ型ゲーム。技の書かれた3×3＝9つのマスが表示され、技を決めるとそのマスを自陣にでき、敵陣に書かれた技を決めると空き陣地に戻せる。自分のマスで相手のマスを挟むと自分のマスにすることができ、最終的に陣地が多い方の勝利となる
- OTO DAMA

リズムに合わせて基礎技を決める音楽ゲーム。楽曲と共に流れてくるマークにタイミングを合わせて、大皿・中皿・小皿・けんのいずれかを決め、演奏終了後にスコアとコンボ数が表示される。
- ZOMBIE ATTACK

迫り来るゾンビを技を決めることで倒していくガンシューティング型ゲーム。画面奥から技名の書かれたゾンビが近づいてくるので、技を決めて撃退する。ゾンビが眼前まで到達するとライフポイントが減り、ライフがゼロになるとゲームオーバーとなる。難しい技ほど高得点が入り、制限時間120秒以内により高得点を得ることを目標とする。

## 沿革
2018年7月20日　DENDAMA Ver.2.0 Gummy 発売
2019年8月10日　旧株式会社電玉が運営する渋谷のDENDAMA & ダーツバー「RE/D」が東京 渋谷にオープン
2019年12月27日　旧株式会社電玉から新設法人のAXELL株式会社へDENDAMA事業譲渡
2021年10月25日　アプリをVer4.0に大型アップデート（リジェクトによる再整備ためiOS版は27日、Android版は29日にVer.4.1が実装となる）
2021年11月30日　海外クラウドファンディングサイト「Indiegogo」にて新モデルとなる「V3」の開発プロジェクトをスタート
2021年12月24日　新モデル開発プロジェクト「A fun recreation that combines sports & games!」の中止を発表
2021年12月30日　DENDAMA & ダーツバー「RE/D」が閉店

## けん玉検定受験機能
一般社団法人グローバルけん玉ネットワーク（GLOKEN）が監修するけん玉検定を、専用アプリの機能を使って検定員なしに受験することができる。
2019年5月14日、けん玉の日に合わせて導入された。
けん玉検定には5段階のクラスが存在するが、DENDAMAではこのうち第2･第3･第4段階目の「ベーシック」「アドバンス」「エキスパート」を受験できる。
各クラス3級・2級・1級に分かれており、低い級から順にチャレンジし、失敗するとその日は再受験不可となる。
通常の受験では「各技につき5回中1回の成功」をクリア条件とするが、DENDAMAでの受験においては「100秒の制限時間以内にすべての技を成功」という特別ルールで行われる。
また、合格証の発行（記録の正式登録）もアプリ内のマイページから申請可能である。
合格した最高級位は、トップページに最終受験日時と共に表示される。
なおここで言う「けん玉検定」とは、一般社団法人グローバルけん玉ネットワークが実施するものであり、公益社団法人日本けん玉協会のものとは異なる。

## DENDAMA+
DENDAMAのアーケード機版。専用のカードを使うことで戦績を記録することができる。
AXELL株式会社が経営するDENDAMA & ダーツバー『RE/D』（東京都渋谷区）に設置されていたが、閉店に伴い現在はイベント等でしか利用することはできない。